# Od Jarka pod stromeček
Od Jarka pod stromeček — второй MP3-альбом чешского исполнителя Яромира Ногавицы, издан в 2006 году, свободно распространяется через Интернет.

## Об альбоме
Od Jarka pod stromeček был записан 2 декабря 2006 г. на репетиции (композиции 1-4) и концерте (5-6) в Брюсселе, и позднее опубликован на сайте Ногавицы в качестве рождественского подарка слушателям (название можно перевести как «От Ярека под ёлку»). На обложке размещена фотография маленького Яромира Ногавицы и его родителей, сделанная в Рождество 1956 г. в Остраве.
В альбом вошла песня Владимира Высоцкого «Диалог у телевизора» («Dialog u televizoru») в переводе Милана Дворжака.

## Список композиций
1. «Nový rok (pro všechny)» — 2:57
2. «Láska je jak kafemlýnek (pro maminku)» — 2:36
3. «Remorkér (pro babičku)» — 3:36
4. «Jak Huňáč a Fuňáč pořádali olympiádu (pro děti)» — 8:22 (сказка)
5. «Dialog u televizoru (pro tatínka)» — 2:44
6. «Hospodská směs (pro dědečka)» — 5:34

## Участники записи
- Яромир Ногавица: вокал, гитара, чтение (4)